# Weiche Daten
Weiche Daten (englisch soft facts) sind Daten, die stark personen- und/oder situationsabhängig und für unterschiedliche Interpretationen zugänglich sind. 

## Allgemeines
„Weiche Daten“ ist wie sein Pendant „harte Daten“ ein Pluraletantum. Als „harte Daten“ gelten solche Daten, die mit genau definierten, möglichst quantifizierenden Messmethoden als Messzahlen gewonnen werden und sich deshalb durch ein hohes Maß an Intersubjektivität auszeichnen. Bei Patienten beispielsweise sind harte Daten Lebensalter, Körpergewicht, Laborbefunde, weiche Daten dagegen Angaben zur Krankengeschichte des Patienten wie Husten oder Atemnot, die stark von dessen Ermessen abhängen. Typisches Beispiel aus der Meteorologie sind als harte Daten die Lufttemperatur, der als weiche Daten die gefühlte Temperatur gegenübersteht. Bei technischen Geräten sind deren technische Daten die harten Daten, die Haltbarkeit dagegen gehört zu den weichen Daten. 
Viele Entscheidungen können nicht ausschließlich auf harten Daten aufbauen, sondern bedürfen abrundender weicher Daten. So kann die Einschätzung der Arbeitsmotivation einer Arbeitsperson nicht alleine über deren Fehlzeiten erfolgen, denn der Anteil der gering motivierten Blaumacher an den gesamten Fehlzeiten ist nicht bekannt. Dies kann erst durch Umfragen ermittelt werden.

## Arten
Weiche Daten beruhen auf Befragungen, Beobachtungen, Beurteilungen, Einstellungen, Erfahrungswerten, Erfahrungswissen, Meinungen, Schätzungen, Vermutungen, Umfragen oder Wertungen. Allein auf solchen weichen Daten können ebenfalls keine Entscheidungen aufgebaut werden. Weiche Daten dienen lediglich der Abrundung von harten Daten und können nur mit letzteren zusammen in Entscheidungen einbezogen werden. So bestehen beispielsweise Kreditwürdigkeitsprüfungen und Ratings bei Kreditinstituten und Ratingagenturen überwiegend aus harten Daten wie betriebswirtschaftlichen und volkswirtschaftlichen Kennzahlen und anderen Unternehmensdaten, zusätzlich fließen als weiche Daten die Qualifikation des Managements (etwa dessen Fluktuation und Führungsqualität in den letzten fünf Jahren) sowie erkannte Schwachstellen in eine Kreditentscheidung ein. Im Versicherungswesen unterscheidet man beispielsweise bei der Autoversicherung zwischen harten Tariffaktoren, die bei Vertragsabschluss durch den Versicherer nachprüfbar sind und weichen Tariffaktoren wie etwa die jährliche Verkehrsleistung oder die Anzahl der Fahrzeugführer.
Weiche Daten in Unternehmen können wie folgt gegliedert werden:
| Mitarbeiter          | Kunden              |
| -------------------- | ------------------- |
| Arbeitszufriedenheit | Kundenzufriedenheit |
| Arbeitsintensität    | Kundenbeschwerden   |
| Krankenstand         | Reklamationen       |
| Fehlzeiten           | Kundenbindung       |
| offene Stellen       | Nachfrageüberhang   |

Um diese weichen Daten zu objektivieren und zu quantifizieren, muss versucht werden, sie geldlich zu bewerten. So führen Fehlzeiten zu Personalkosten, denen keine Arbeitsleistung gegenübersteht und möglicherweise zu Überbeschäftigung und Mehrarbeit von Arbeitnehmern, die diese Aufgaben übernehmen müssen.  
Außer der Finanzwirtschaft arbeiten auch Polizei und Nachrichtendienste mit Primärdaten, um Prognosen für zukünftiges Täterverhalten erstellen zu können und um Verdachtsmomente für bereits begangene Straftaten zu erhalten.